# Tunnel des Gouttes
Le Tunnel des gouttes est un tunnel ferroviaire à voie unique d'une longueur de 1 791 mètres qui se situe sur la ligne Caen-Flers, entre les gares de Clécy et de Berjou. Il a été percé dans le schiste à la dynamite dans les années 1870. Les travaux furent achevés en 1873 et sa mise en service effectuée le 15 mai de la même année. Il dispose d'un canal d'écoulement pour permettre l'évacuation des eaux d'infiltration.
Compte tenu du développement du trafic de la ligne, il fut envisagé de la mettre à deux voies. Dans cette perspective, la voie unique fut déplacée dans le tunnel en 1910 afin de permettre la pose de la seconde voie. Les conséquences économiques de la Première Guerre mondiale entraînèrent l'annulation de ce projet.
Le Tunnel des gouttes est réputé pour avoir abrité le train spécial « Sonderzug Asien » d'Hermann Goering, probablement au printemps 1941, à l'occasion d'une réunion de généraux allemands. Durant l'été 1944 il a accueilli près de 1 200 réfugiés des environs pendant la bataille qui conduisit à l'encerclement de la 7e armée allemande dans la poche de Falaise. La voie Caen-Flers s'est trouvée sur la ligne de front du 7 au 17 août 1944.

## Galerie de photographies

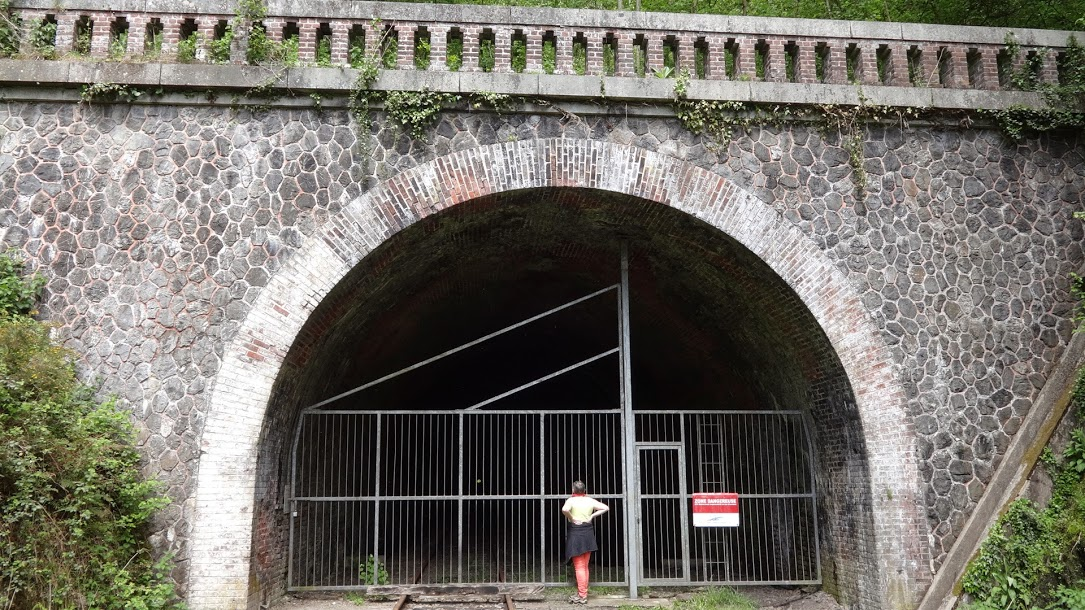
Entrée Sud du tunnel des Gouttes.
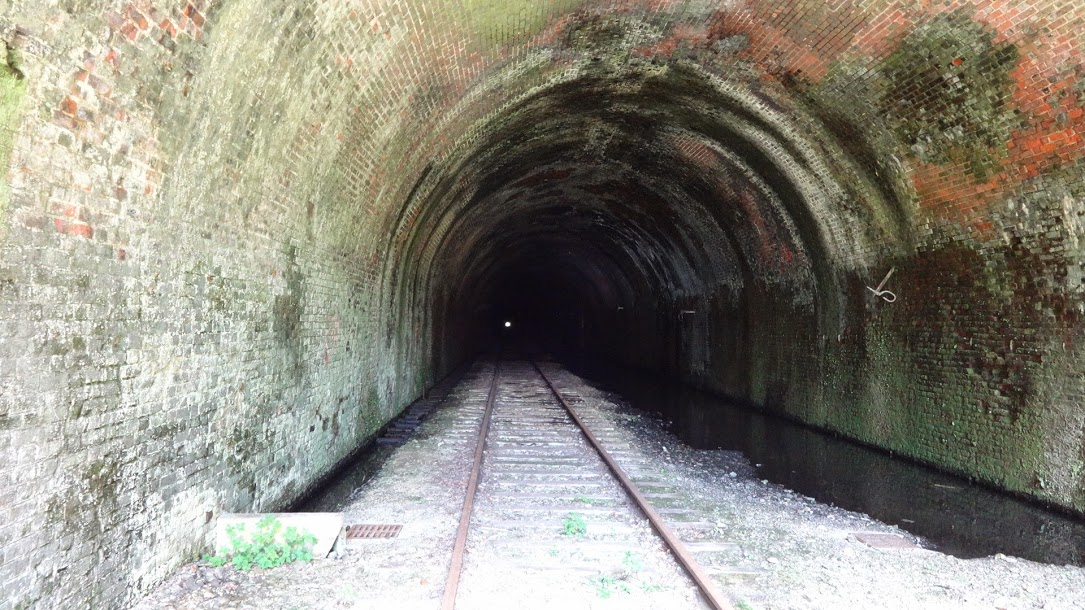
Entrée Sud du tunnel des Gouttes.
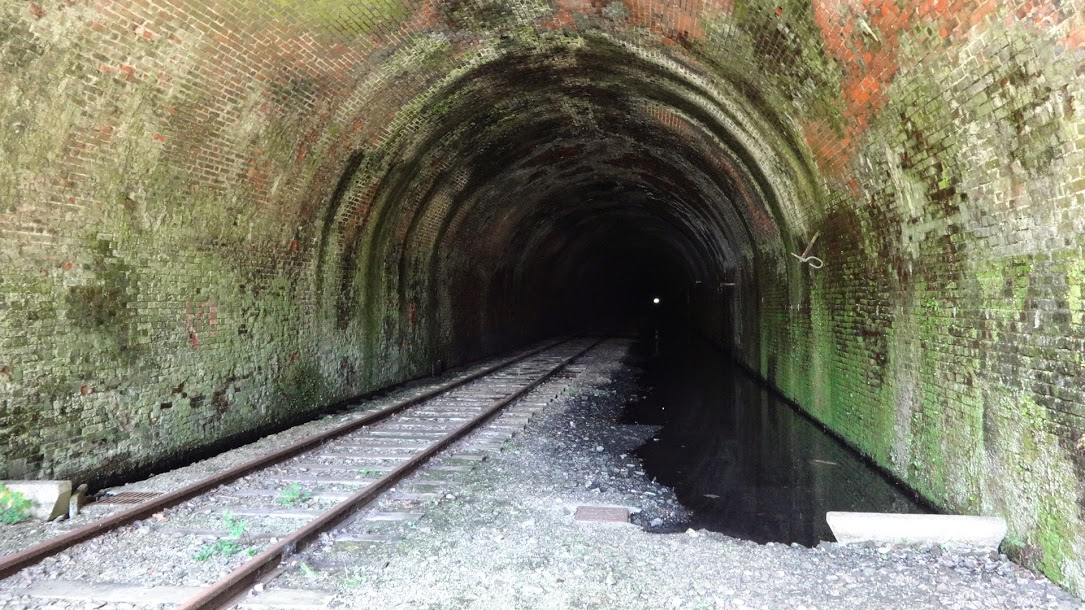
Entrée Sud du tunnel des Gouttes.